# Campoletis yakutatensis
Campoletis yakutatensis är en stekelart som först beskrevs av William Harris Ashmead 1902.  Campoletis yakutatensis ingår i släktet Campoletis och familjen brokparasitsteklar. Inga underarter finns listade.